# 地租改正
地租改正（羅馬拼音：Chisokaisei）為1873年（明治6年）由明治政府推行租稅制度的改革。藉由改革，日本首次確立土地私有權利，因此地租改正同時具有改革土地制度的性質。

## 關於舊貢租、田租
地租的由來可以追溯到大和政權時代，將收穫的稻米供奉給神明的習俗儀式「田力（たちから）」。大化革新後，日本學習唐朝制度，形成律令制度，租稅制度同樣仿效唐朝的「租庸調」制，並將「田力」編整為其中的「租」。此處的「租」，是指針對田地（口分田）的收穫進行課徵的租稅，在明治時代以前多稱為田租、貢租等。
豐臣秀吉推行的太閣檢地，將土地的生產力以石高（糙米的生產量）表示，並課以相對應的年貢。此外，在檢地帳上登錄土地的直接耕作者，作為承擔租稅的負責人。
地租直接向耕作者──百姓徵收其生產物（實物納稅），收穫量就今日而言就是課稅標準。另外，繳納藉由村請制度，以村為單位統括進行。

## 地租改正的研討

1879年（明治12年）發行的地券

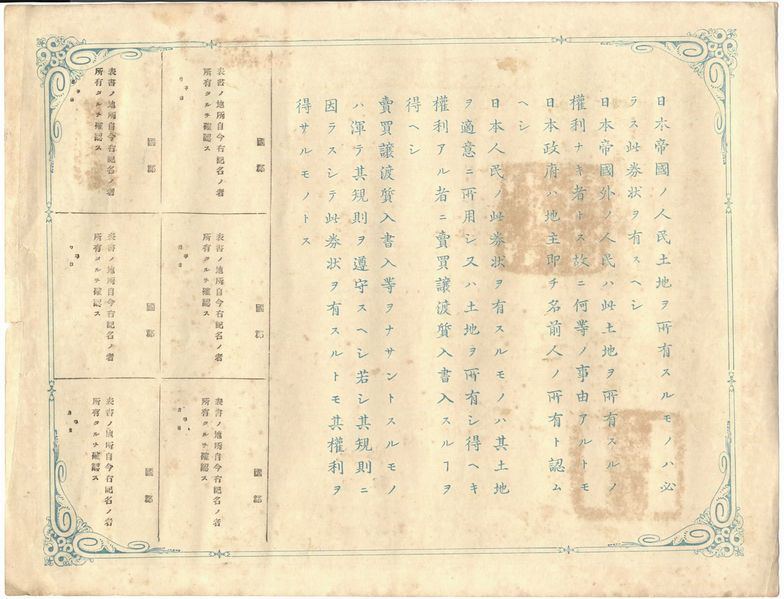
背面

從明治初期開始，在大藏省與民部省即商討新稅制的導入：在全國土地的賦稅之中，以貨幣方式收取一定額度。
1869年（明治2年），陸奧宗光向中央提出改革租稅制度的建言書，主張確立土地等級制、統一稅制、貨幣納稅，認為應「改正古來檢地之通弊」。同時，神田孝平也在1870年（明治3年）提出「田租改革建議」，提案改革貢租，匡正各藩間稅務不均，以成公正之稅制。然而，一來土地稅收屬於大名等地方領主的權限，二來必須進行大規模檢測以取代過往的檢地，因此政府內部分成正反兩派難有定論。
1871年（明治4年）推行的廢藩置縣後，掃除了地方領主，反對派喪失了重大立論基礎。同年9月，大久保利通（大藏卿）與井上馨（大藏大輔，後來的大藏次官）就廢止田畑永代賣買禁止令的方針（「地所賣買放禁分一收稅施設之儀正院伺」）向正院諮詢，伴隨此禁止令的廢止，正式確立並加快了地租改正的進程。
1872年陸奧宗光向太政官上呈「田租改革建議」，隨後受井上馨拔擢，從神奈川縣令升任大藏省租稅頭，與松方正義一同策畫制定地租改正法案。

## 經緯
1873年（明治6年）7月28日制定太政官布告第272號[1]，當中的地租改正條例具體規定地租改正法（內含上諭與土地收穫的3%作為地租等條例），明治政府從翌年著手地租改正。
明治政府一開始擔心檢地工作會受到農民的反對，採取農民自我申告的方式。意即，農民自己丈量土地、計算面積與收穫量，地方政府依照地方官心得書清點後發行地卷（改正地卷）。然而此方法難以達成全國統一徵收公平租稅的目標，且從1874年改租結果顯示出無法確保預定租稅額度的問題。同時，也因政府高層間的政爭「大藏省分割問題」使改革蒙上陰影（測量機構與稅額計算機構的分離）。
有鑑於此，1875年（明治8年）明治政府在內五省與大藏省之間設置地租改正事務局，以此機構為核心，地租改正的推行方式轉趨強硬（明治8年太政官達第38號）[2]。過程中，府縣官廳以事務局估計平均收穫量作為絕對的審查條件，申告額不足時，便即強迫變更。強硬的措施，加上不問是非地否定農民付出勞力與費用計算出的地價，致使以伊勢暴動為首的大規模暴動陸續在各地爆發（地租改正反対一揆）。受此影響，明治政府在1877年（明治10年）1月決定將地租從3%降額為2.5%。
其後，明政治府的強硬態勢雖持續至1878年（明治11年），在稅收到達到預期後即漸趨緩和。1880年（明治13年）耕地宅地的改正作業完成，地租改正成為歷時約7年的大事業。

## 舊貢租與新地租的差異
如前所述，江戶時代為止的貢租是以米繳納的實物納稅制度，生產者即為納稅者，同時制度每個地區存有差異。藉由地租改正，改成全國統一的課稅制度，由土地所有者繳納與土地價值相對應的金錢。
新地租的要點如下：
- 取代實際收穫量，以對應土地生產力的地價作為課稅標準。
- 廢除以村為單位的賦稅體系，以個別的土地單位進行課徵。
- 稅率為地價的固定比率（3%：推算以「不減舊來之歲入為目的」）
- 納稅義務人並非耕作者，而是藉發行地卷確認的土地所有人（地主）。
- 統一全國制度

### 註腳
1. ↑  福島正夫，《地租改正の研究》（東京：有斐閣，2003），頁100。
2. ↑  將地卷交付土地的所有者，地租為地價的3%，並以金錢繳納。

### 文獻
- 丹羽邦男，《地租改正法的起源──開明官僚的形成》(京都：ミネルヴァ書房，1995)，ISBN 4623025101。